# Nieledew (stacja kolejowa)
Nieledew – dawna stacja kolejowa kolejki wąskotorowej w Nieledwi, w gminie Trzeszczany, w powiecie hrubieszowskim, w województwie lubelskim.